# Ulica Grajewska w Warszawie
Ulica Grajewska – ulica w dzielnicy Praga-Północ w Warszawie.

## Historia
Ulica została wytyczona latach 1925–1927 na terenie Szmulowizny, przyłączonej do Warszawy w roku 1889. Wytyczono ją jako jedną z ostatnich: powstała w efekcie parcelacji resztki gruntów w sąsiedztwie linii kolejowej łączącej linię warszawskiej obwodnicy z dworcem Warszawa Wschodnia.
Jednymi z pierwszych obiektów wybudowanych przy ul. Grajewskiej były nieduża kamienica pod nr. 4 z roku 1926, sąsiadujący z nią dom Spółdzielni Mieszkaniowej Zacisze Domowe, oraz powstałe naprzeciwko nich domy jednorodzinne, stylistycznie bliskie zabudowie szeregowej przedmieścia.
Po roku 1937 przy ulicy powstało kilka zachowanych do dziś kamienic czynszowych; proces zabudowy ulicy przerwał wybuch wojny w roku 1939. Ponieważ w okresie okupacji niemieckiej ulica uniknęła większych zniszczeń zachowała wiele ze swojego przedwojennego wyglądu.

## Ważniejsze obiekty
- Fabryka Obrabiarek Precyzyjnych Avia